# Hesperobaenus constricticollis
Hesperobaenus constricticollis is een keversoort uit de familie kerkhofkevers (Monotomidae). De wetenschappelijke naam van de soort werd in 2002 gepubliceerd door Bousquet.